# 新波士頓 (密歇根州)
新波士頓（英語：New Boston）是位於美國密歇根州韋恩縣休倫特設鎮區的一個非建制地區。

## 地理
新波士頓所處的海拔為高於海平面194米（即636英呎），而該地所採用的時區為UTC-5，即北美东部時區（EST）。同時該地設有夏令時間，為UTC-5調快一小時，即UTC-4（EDT）。